# Nikolaus Georg Ries
Pour les articles homonymes, voir Ries.
Nikolaus Georg Ries est un luthier autrichien du XIXe siècle spécialisé en guitares.

## Biographie
Nikolaus Georg Ries a travaillé circa. 1820-1843, notamment dans l'atelier Stauffer.
Nikolaus Georg Ries est avec Johann Georg Stauffer, Anton Stauffer, Bernard Enzensperger, Franz Feilnreiter, Johann Gottfried Scherzer, Ludwig Reisinger une des principales figures de la lutherie pour guitare à Vienne durant la première moitié du XIXe siècle.

## Lutherie
Nikolaus Georg Ries a fabriqué le "modèle Legnani" inspiré par le guitariste virtuose Luigi Legnani ainsi que des "Terz guitar",,.

## Liste des instruments

### Guitares
- 1840, "modèle Legnani", 8 cordes (Collection Brigitte Zaczek)[4]
- 1835, "modèle Legnani" (Collection Brigitte Zaczek)[4]
- 1830, Terz, "modèle Legnani" (Collection Brigitte Zaczek)[4]